# 韩国物理学会
韩国物理学会（英語：Korean Physical Society）是一个位于韩国的物理学学会。

## 历史
前身是1946年成立的朝鲜水文学会，1952年朝鲜战争期间由崔奎南在釜山成立，是从大韩数学会中独立出来的学会。截至2020年已经有15,000名会员。主要期刊包括《韩国物理学会杂志》等。
学会与多家科学组织签订过谅解备忘录，包括日本应用物理学会和美国物理学会。